# Лагрен, Бирели
Бирели́ Лагре́н (фр. Biréli Lagrène, род. 4 сентября 1966 года) — джаз-мануш и джаз гитарист с цыганскими корнями.

## Биография
Бирели Лагрен родился в семье кочевых цыган-мануш в Эльзасе. Его отец был музыкантом, и мальчик взял гитару в руки в возрасте четырёх лет.
По признанию Лагрена, огромное влияние на становление его мастерства оказала музыка Джанго Рейнхардта. Мальчиком он ставил пластинку Рейнхардта и пытался повторять его игру до тех пор, пока не получалось идеально. Став достаточно искусным, Лагрен начал вырабатывать свой индивидуальный стиль и перепробовал себя во множестве различных музыкальных направлений кроме джаз-мануша. К нему он вернулся только в возрасте 35 лет.
На настоящий момент Лагрен записал 19 альбомов.
Лагрен включен в список величайших гитаристов всех времен британского издания Classic Rock.

## Дискография
- 1980 : Routes to Django - Live at the Krokodil
- 1981 : Biréli Swing '81
- 1982 : 15
- 1985 : A tribute to Django Reinhardt (Live at the Carnegie Hall & Freiburg Jazz Festival)
- 1988 : Stuttgart Aria
- 1986 : Lagrène and Guests
- 1987 : Inferno
- 1988 : Foreign Affairs
- 1989 : Highlights
- 1990 : Acoustic moments
- 1994 : Live in Marciac
- 1995 : My favorite Django
- 1998 : Blue Eyes
- 2001 : Gipsy Project
- 2002 : Gipsy Project & Friends
- 2004 : Move
- 2004 : Biréli Lagrène & Friends - Live Jazz à Vienne (DVD)
- 2006 : Djangology avec Big Band WDR de Cologne + solo To Bi or not to Bi
- 2007 : Just the way you are
- 2009 : Summertime
- 2012 : Mouvments